# Ematurga unimarginata
Ematurga unimarginata är en fjärilsart som beskrevs av Cornelsen 1923. Ematurga unimarginata ingår i släktet Ematurga och familjen mätare. Inga underarter finns listade i Catalogue of Life.